# Multiplicador de gir

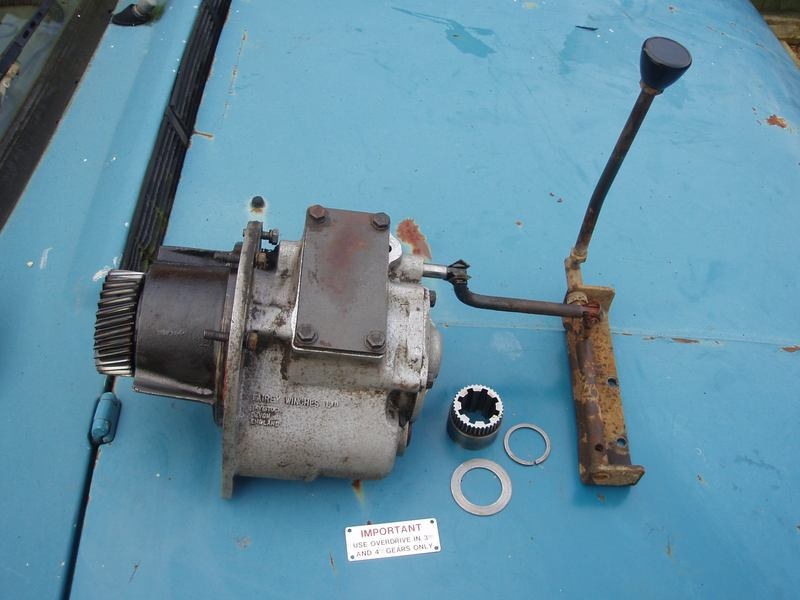
Vista d'una caixa overdrive treta d'un Land Rover de 1979. Noti's l'advertiment d'utilitzar-lo només amb les velocitats tercera i quarta.

El multiplicador de gir (també conegut com a overdrive) és un dispositiu mecànic que té com finalitat multiplicar la relació de transmissió de la caixa de canvis d'un automòbil, amb la finalitat d'aconseguir major velocitat i un menor consum a costa de perdre parell motor. Fa el contrari de la caixa reductora d'un vehicle tot terreny que desmultiplica dividint (normalment per 2) la relació de transmissió de tot el canvi.
Pot referir-se a dos mètodes diferents per aconseguir aquesta finalitat:
- El primer és un aparell que es feia servir normalment en vehicles de tracció posterior, instal·lat a la sortida de la caixa de canvis cap al diferencial que permetia (mitjançant un interruptor) poder escollir una relació de transmissió sobre-elevada per mantenir altes velocitats de creuer.
- L'altre és una combinació d'engranatges dins de la pròpia caixa de canvis que aconsegueix una velocitat de gir de sortida més elevada que la d'entrada, així, l'overdrive no és un dispositiu a part o diferenciat, sinó que forma part d'un altre.

## Ús

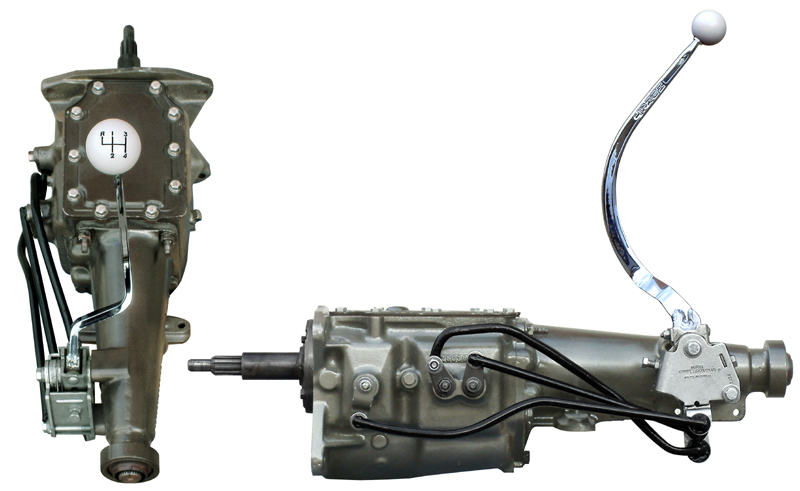
Caixa del canvi Ford de tres velocitats amb overdrive.

En llenguatge per a tothom, l'overdrive és la relació de transmissió més llarga de totes, correspondria a una"superdirecte". La majoria de les transmissions automàtiques tenen tres velocitats amb overdrive (Quarta velocitat). L'overdrive permet al motor funcionar amb un règim de revolucions més baix per a una velocitat donada. Això permet un menor consum de combustible, amb un funcionament molt més silenciós. Quan es connecta, la transmissió pot engranar l'overdrive quan es sobrepassa una certa velocitat (Normalment 70 km/h o 45mph, depenent del pes). Quan es desactiva, els canvis disponibles són els més curts. Per a una conducció normal, l'overdrive hauria d'estar connectat només si la velocitat mitjana supera els 70 km/h. En el cas que es condueixi en una zona muntanyosa, amb nombrosos alts i baixos, és convenient desactivar-lo.
Una transmissió automàtica comuna canvia d'overdrive a tercera quan es troba amb major càrrega (Vent en contra o rampes, etc.) Quan perd aquesta càrrega, torna a l'overdrive. Sota algunes condicions, com en el cas de portar remolc, la transmissió es pot quedar "indecisa" entre la tercera o l'overdrive, canviant contínuament una vegada i una altra. En aquest cas, l'overdrive desactivat pot ajudar a la transmissió a "decidir". També pot ser convenient en el cas que es necessiti fre motor, com quan es baixa una muntanya. El manual del vehicle en qüestió té informació sobre com utilitzar-lo en aquestes situacions.
Històricament el mecanisme s'accionava manualment mitjançant un polsador en la palanca de canvis o per mitjà d'una palanca addicional, estant normalment lligat el seu funcionament a la utilització de les marxes més llargues de la caixa automàtica o manual. Actualment els canvis són realitzats mitjançant solenoides comandats per centraletes electròniques capaces d'actuar en funció d'altres paràmetres com la càrrega o el fre motor, el tipus de conducció o la situació del vehicle segons els sensors de l'ABS.

## Reducció del consum i desgast
En utilitzar l'overdrive, cauen les revolucions per minut del motor, reduint el desgast del motor i, normalment, baixant el consum. Caldria anar al manual d'automòbil per conèixer la velocitat idònia a la qual fer funcionar l'overdrive. De tota manera, tots els motors tenen un rang de màxima eficiència, si s'usa l'overdrive és possible que el motor funcioni fora d'aquest rang, anul·lant qualsevol guany produït pel menor règim del motor.
Hi ha debats sobre l'eficàcia general de l'overdrive, ja que requereix una major quantitat de peces mòbils que una transmissió directa, encara que la majoria coincideixen que, dins de la caixa de canvis, aquest efecte és mínim. Hi ha una altra dificultat amb la velocitat de rotació de l'eix conductor.
Així, els avantatges de l'overdrive depenen de tres factors bàsics: relació de transmissió (inclòs l'overdrive), desmultiplicació al diferencial, i la mida del pneumàtic. El problema amb la velocitat de rotació té importància si es fa ús d'una desmultiplicació molt alta en el diferencial, i s'empra l'overdrive per a compensar-ho. Això pot causar incòmodes vibracions a l'interior a altes velocitats i una possible destrucció dels eixos causa de les forces centrífugues o d'un equilibri inestable.
Les altes velocitats de rotació poden causar calor i desgast si es combinen al mateix temps les altes desmultiplicacions del diferencial, l'overdrive i uns pneumàtics massa petits, creant una fricció innecessària. Això és especialment important, ja que els diferencials estan submergits en un espès lubricant, i no tenen cap altre refrigeració que l'aire que envolta la carcassa.
La intenció, per tant, és la de reduir l'ús de l'overdrive i oferir una relació de transmissió més llarga per a la primera marxa, que es tradueix en més canvis entre la primera i l'última marxa per mantenir el motor en un funcionament el més eficient possible. Aquesta és una raó per la qual els automòbils cada vegada ofereixen més canvis en les seves transmissions, de fàbrica. A més, és un dispositiu que ja gairebé no s'usa, de manera que només es veu en vehicles especials, com camions pesants o vehicles d'alt rendiment.